# Tamilisai Soundararajan
Pour les articles homonymes, voir Soundararajan.
Tamilisai Soundararajan, née le 2 juin 1961 dans le district de Kanniyakumari, est une médecin et femme politique indienne.
Elle devient secrétaire nationale et présidente de l'union du Bharatiya Janata Party (BJP) dans l'État du Tamil Nadu en 2014. 
Elle est nommée gouverneure de l'État du Telangana en 2019, puis lieutenant-gouverneur du territoire de Pondichéry en 2021, cumulant ces deux postes.

## Biographie

### Jeunesse et formation
Tamilisai Soundararajan naît à Nagercoil, dans le district de Kanniyakumari le 2 juin 1961. Son père Kumari Ananthan est un ancien membre du Parlement et chef du parti du Congrès au Tamil Nadu. Son mari, M. Soundarajan, est médecin.
Elle effectue ses études supérieures au Ethiraj College for Women, puis poursuit son MBBS au Madras Medical College, à Chennai et obtient ses diplômes en obstétrique et gynécologie à la Tamil Nadu Dr MGR Medical University, à Chennai. Elle effectue une formation supérieure complémentaire en sonologie et en thérapie FET au Canada.
Avant de s'engager en politique, elle travaille comme professeur adjoint au Ramachandra Medical College de Chennai pendant cinq ans.

### Activités dans les médias
Dans les médias, Tamisalai Soundararajana dirige un programme de promotion des compétences oratoires pour étudiants et enfants, qui est diffusé sur la chaîne tamoule Raj TV pendant plus de 10 ans. Elle dirige une émission hebdomadaire pour les femmes sur la chaîne Doordarshan qui est diffusée sous le nom de Magalir Panchayat (tribunal des femmes) pendant plus de cinq ans. Elle participe à plusieurs débats politiques contre d'autres dirigeants politiques, notamment sur les chaînes nationales Sun TV, NDTV, Times Now et sur diverses chaînes locales. 

### Carrière politique

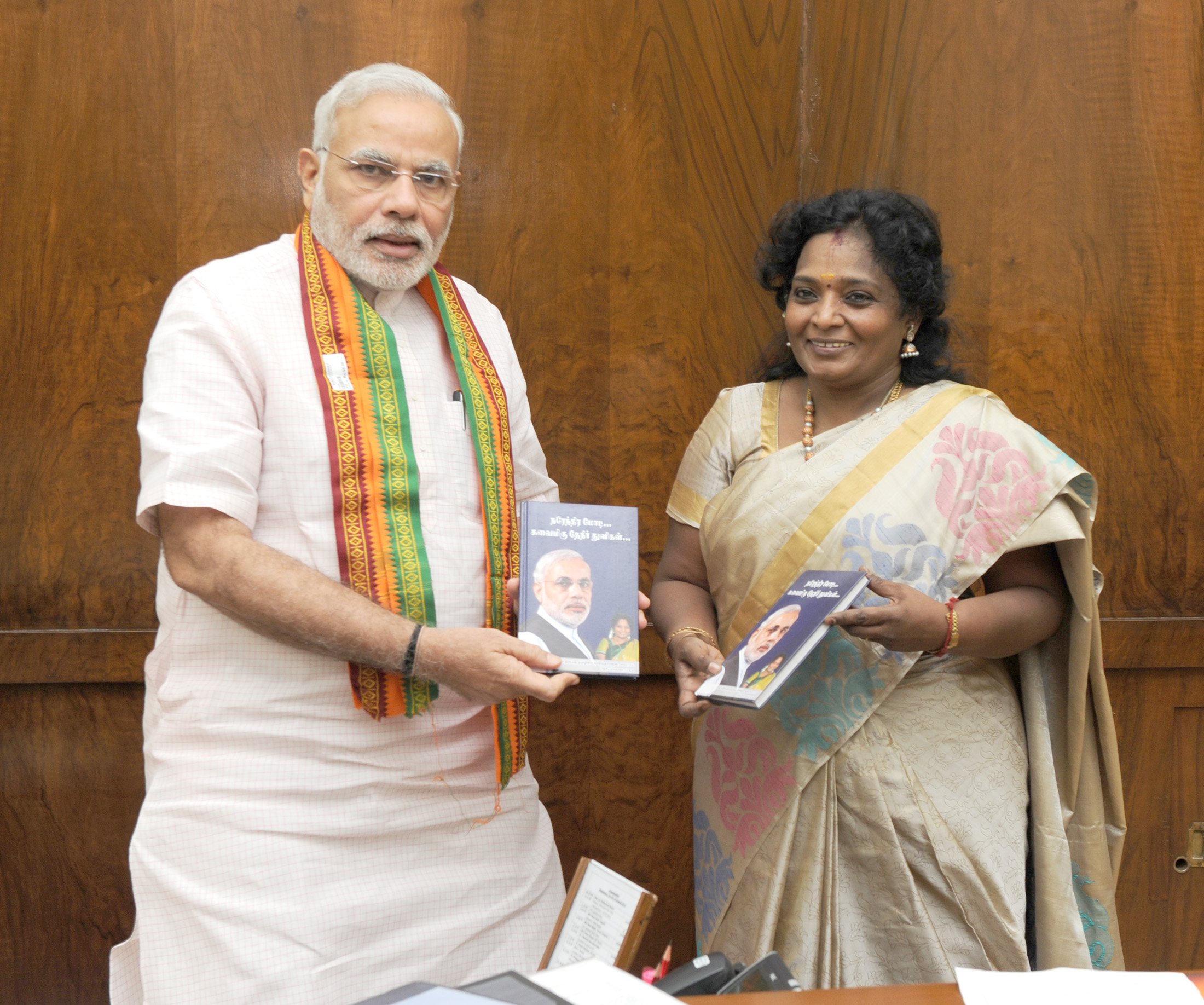
Soundararajan présente des livres au Premier ministre Narendra Modi

Tamilisai Soundararajan s'intéresse à la politique dès son enfance, ayant grandi dans une famille impliquée en politique.
Elle est élue dirigeante étudiante pendant ses études au Madras Medical College. Elle sert le parti BJP dans l'État du Tamil Nadu à divers titres, d'abord comme secrétaire du secteur médical du district de Chennai sud en 1999, puis secrétaire générale du secteur médical en 2001, puis coresponsable pour toute l'Inde (chargée du domaine médical pour les États du Sud) en 2005, secrétaire générale d'État en 2007, vice-président d'État en 2010 et secrétaire nationale du BJP All India en 2013.
Elle est nommée secrétaire nationale de son parti, le BJP, puis présidente de l'union du BJP dans l'État du Tamil Nadu en 2014,
Tamisalai Soundararajan échoue à ses différentes tentatives pour devenir députée, après s'être présentée sans succès à deux élections à l'Assemblée et trois au parlement local. Aux élections générales indiennes de 2019, elle a perdu contre Kanimozhi, fille de M Karunanidhi,. Elle a mené une vaste campagne électorale au parlement et à l'assemblée dans tout l'État.
Elle est nommée gouverneur du Telangana le 1er septembre 2019 par décision du président indien, Ram Nath Kovind. Elle prend ses fonctions de gouverneur du Telangana le 9 septembre 2019. Tamilisai Soundararajan est nommée de plus lieutenant-gouverneur du Territoire de Pondichéry en 2021, fonction qui s'ajoute à sa mission au Telangana. Elle démissionne de ces deux fonctions le 18 mars 2024 pour se présenter aux élections législatives dans l'État du Tamil Nadu.

### Positions
Tamilisai Soundararajan est en faveur du mouvement #MeToo et souligne que toute femme victime de harcèlement sexuel doit obtenir justice.
Elle affirme que les temples doivent être gérés par des comités formés de fidèles du temple et composés de théistes.

## Présentations aux élections

### Élections à la Lok Sabha
| Élections                          | Circonscription électorale | Parti | Résultat | Pourcentage de vote | Candidat de l'opposition | Parti d'opposition | Pourcentage de vote de l'opposition |
| ---------------------------------- | -------------------------- | ----- | -------- | ------------------- | ------------------------ | ------------------ | ----------------------------------- |
| Élection générale indienne de 2009 | Chennai Vadakku            | BJP   | Perdu    | 3,54                | TKS Elangovan            | DMK                | 42,59                               |
| Élection générale indienne 2019    | Thoothukkudi               | BJP   | Perdu    | 21,77               | Kanimozhi Karunanidhi    | DMK                | 56,77                               |

### Élections législatives du Tamil Nadu
| Élections                                                 | Circonscription électorale | Parti | Résultat | Pourcentage de vote | Candidat de l'opposition | Parti d'opposition | Pourcentage de vote de l'opposition |
| --------------------------------------------------------- | -------------------------- | ----- | -------- | ------------------- | ------------------------ | ------------------ | ----------------------------------- |
| Élection de l'Assemblée législative du Tamil Nadu en 2006 | Radhapuram                 | BJP   | Perdu    | 4,71                | M. Appavu                | DMK                | 43,37                               |
| Élection de l'Assemblée législative du Tamil Nadu en 2011 | Velachery                  | BJP   | Perdu    | 4,63                | MK Ashok                 | AIADMK             | 53,91                               |
| Élection à l'Assemblée législative du Tamil Nadu en 2016  | Virugambakkam              | BJP   | Perdu    | 11,19               | VN Virugai Ravi          | AIADMK             | 38,51                               |